# Pistolet MAS Model 1950
9 mm pistolet MAS Model 1950 (używana jest również nazwa MAC Model 1950) – francuski pistolet samopowtarzalny kalibru 9 × 19 mm Parabellum produkowany we francuskiej firmie „Manufacture Nationale d’Armes de Saint-Etienne” i „Manufacture Nationale d’Armes de Chatellerault”.
Pistolet samopowtarzalny MAS Model 1950 (MAC Model 1950 – nazwa zależała od firmy produkującej) został wprowadzony do produkcji seryjnej w 1950 roku i jednocześnie wszedł na uzbrojenie armii francuskiej. Był to podstawowy pistolet w latach pięćdziesiątych i sześćdziesiątych w armii francuskiej. Wycofany z użycia w latach 70 XX wieku.

## Opis techniczny
Pistolet samopowtarzalny MAS Model 1950 działa na zasadzie krótkiego odrzutu lufy. Mechanizm spustowy pojedynczego działania. Bezpiecznik skrzydełkowy. W pistolecie zastosowano urządzenie zabezpieczające, które uniemożliwiało prowadzenie ognia przy wyjętym magazynku. Posiada wskaźnik obecności naboju w komorze nabojowej. Zasilany jest z jednorzędowego magazynka pudełkowego o pojemności 9 nabojów.